# Eerste Divisie
La Eerste Divisie —conocida por motivos de patrocinio como Keuken Kampioen Divisie— es la segunda división de fútbol de los Países Bajos, inmediatamente inferior a la Eredivisie.
La competición se juega anualmente desde 1956, y el formato de juego es de una liga, juegan todos contra todos, una vez en su estadio, y la otra en campo rival. Se inicia en agosto y termina para el mes de mayo, con un receso de invierno por Navidad y el mes de enero. De 19 equipos participantes, el campeón y el subcampeón de esta liga ascienden automáticamente (sustituyendo a los últimos dos clasificados de la primera división), mientras que otros seis equipos de la misma competición, unidos al antepenúltimo de la primera división, deberán jugar una liguilla de promoción jugada en un sistema de eliminación directa, en la cual el ganador tendrá una plaza en la siguiente temporada de la máxima categoría.

## Equipos participantes

### Temporada 2025-26
| Club             | Ciudad     | Entrenador        | Estadio                   | Capacidad |
| ---------------- | ---------- | ----------------- | ------------------------- | --------- |
| ADO La Haya      | La Haya    | Robin Peter       | Cars Jeans Stadion        | 15.000    |
| Almere City FC   | Almere     | Jeroen Rijsdijk   | Yanmar Stadion            | 4.501     |
| Cambuur          | Leeuwarden | Henk de Jong      | Cambuur Stadion           | 10.500    |
| De Graafschap    | Doetinchem | Jan Vreman        | Stadion De Vijverberg     | 12.600    |
| FC Den Bosch     | Bolduque   | Ulrich Landvreugd | Stadion De Vliert         | 8.713     |
| FC Dordrecht     | Dordrecht  | Dirk Kuyt         | Riwal Hoogwerkers Stadion | 4.235     |
| FC Eindhoven     | Eindhoven  | Maurice Verberne  | Estadio Jan Louwers       | 4.600     |
| FC Emmen         | Emmen      | Menno van Dam     | De Oude Meerdijk Stadion  | 8.600     |
| Helmond Sport    | Helmond    | Jurgen Seegers    | SolarUnie Stadion         | 12.600    |
| Jong Ajax        | Ámsterdam  | Willem Weijs      | Sportpark De Toekomst     | 2.250     |
| Jong AZ          | Alkmaar    | Lee-Roy Echteld   | AFAS Trainingscomplex     | 200       |
| Jong PSV         | Eindhoven  | Stijn Schaars     | De Herdgang               | 2.500     |
| Jong FC Utrecht  | Utrecht    | Mark Otten        | Sportcomplex Zoudenbalch  | 550       |
| MVV Maastricht   | Maastricht | Edwin Hermans     | Stadion De Geusselt       | 10.000    |
| FC Oss           | Oss        | Sjors Ultee       | Frans Heesen Stadion      | 4.560     |
| RKC Waalwijk     | Waalwijk   | Sander Duits      | Mandemakers Stadion       | 7.500     |
| Roda JC Kerkrade | Kerkrade   | Kevin Van Dessel  | Parkstad Limburg Stadion  | 19.979    |
| VVV-Venlo        | Venlo      | John Lammers      | Stadion De Koel           | 8.000     |
| Willem II        | Tilburg    | John Stegeman     | Koning Willem II Stadion  | 14.500    |

## Campeones
En negrita los equipos que ascendieron.
| Temporada      | Campeón                                                | Subcampeón                                             | Tercero                                                | Notas |
| Eerste Divisie | Eerste Divisie                                         | Eerste Divisie                                         | Eerste Divisie                                         | Eerste Divisie |
| -------------- | ------------------------------------------------------ | ------------------------------------------------------ | ------------------------------------------------------ | --- |
| 1956-57        | ADO La Haya y el Blauw-Wit                             |                                                        |                                                        | La Eerste Divisie estaba dividida en dos zonas, Eerste Divisie A y Eerste Divisie B, ascendían los dos primeros de cada grupo. |
| 1957-58        | SHS y el Willem II                                     |                                                        |                                                        | La Eerste Divisie estaba dividida en dos zonas, Eerste Divisie A y Eerste Divisie B, ascendían los dos primeros de cada grupo. |
| 1958-59        | FC Volendam y el Fortuna Sittard                       |                                                        |                                                        | La Eerste Divisie estaba dividida en dos zonas, Eerste Divisie A y Eerste Divisie B, ascendían los dos primeros de cada grupo. |
| 1959-60        | FC Groningen y el Alkmaar 54'                          |                                                        |                                                        | También ascendió el NOAD al ganar los play-offs.                                                                               |
| 1960-61        | FC Volendam y el Blauw Wit                             |                                                        |                                                        | También ascendió el De Volewijckers al ganar los play-offs.                                                                    |
| 1961-62        | Fortuna Vlaardingen y el Heracles                      |                                                        |                                                        | Solo ascendió el Heracles Almelo al ganar el play-off ante el Fortuna Vlaardingen.                                             |
| 1962-63        | Door Wilskracht Sterk                                  | Go Ahead Eagles                                        | RBC Roosendaal                                         | Temporada de 16 equipos, ascendían los dos primeros.                                                                           |
| 1963-64        | Fortuna Sittard                                        | SC Telstar Velsen                                      | SHS                                                    | Temporada de 16 equipos, ascendían los dos primeros.                                                                           |
| 1964-65        | Willem II                                              | USV Elinkwijk                                          | Blauw-Wit                                              | Temporada de 16 equipos, ascendían los dos primeros.                                                                           |
| 1965-66        | Fortuna Sittard                                        | XerxesDZB                                              | NAC Breda                                              | Temporada de 15 equipos. Ascendieron los tres primeros.                                                                        |
| 1966-67        | FC Volendam                                            | NEC Nijmegen                                           | ADO La Haya                                            | Temporada de 20 equipos. Ascendieron los dos primeros.                                                                         |
| 1967-68        | Holland Sport                                          | AZ '67                                                 | FC Den Bosch                                           | 19 equipos. Ascendieron los dos primeros.                                                                                      |
| 1968-69        | SVV                                                    | HFC Haarlem                                            | VitessE                                                | 18 equipos. Ascendieron los dos primeros.                                                                                      |
| 1969-70        | FC Volendam                                            | Excelsior                                              | Blauw-Wit                                              | 18 equipos. Ascendieron los dos primeros.                                                                                      |
| 1970-71        | FC Den Bosch                                           | FC Groningen                                           | Vitesse                                                | 16 equipos. Ascendieron los tres primeros.                                                                                     |
| 1971-72        | HFC Haarlem                                            | AZ '67                                                 | SC Heerenveen                                          | 21 equipos. Ascendieron los dos primeros.                                                                                      |
| 1972-73        | Roda JC                                                | PEC Zwolle                                             | Vitesse                                                | Además ascendió el De Graafschap por ser el ganador de los play-offs.                                                          |
| 1973-74        | Excelsior                                              | Vitesse                                                | SC Heerenveen                                          | Además ascendió el FC Wageningen por ser el ganador de los play-offs.                                                          |
| 1974-75        | NEC Nijmegen                                           | FC Groningen                                           | Vitesse                                                | Además ascendió el FC Eindhoven por ser el ganador de los play-offs.                                                           |
| 1975-76        | HFC Haarlem                                            | VVV-Venlo                                              | FC Wageningen                                          | |
| 1976-77        | Vitesse                                                | PEC Zwolle                                             | MVV Maastricht                                         | Además ascendió el FC Volendam por ser el ganador de los play-offs.                                                            |
| 1977-78        | PEC Zwolle                                             | MVV Maastricht                                         | FC Wageningen                                          | |
| 1978-79        | Excelsior                                              | FC Groningen                                           | Willem II                                              | |
| 1979-80        | FC Groningen                                           | FC Volendam                                            | FC Wageningen                                          | |
| 1980-81        | HFC Haarlem                                            | SC Heerenveen                                          | FC Volendam                                            | Además ascendió el De Graafschap por ser el ganador de los play-offs.                                                          |
| 1981-82        | Helmond Sport                                          | Fortuna Sittard                                        | Excelsior                                              | |
| 1982-83        | DS '79                                                 | FC Volendam                                            | FC Den Bosch                                           | |
| 1983-84        | MVV Maastricht                                         | FC Twente                                              | NAC Breda                                              | |
| 1984-85        | Heracles Almelo                                        | VVV-Venlo                                              | De Graafschap                                          | Además ascendió el NEC Nijmegen por ser el ganador de los play-offs.                                                           |
| 1985-86        | ADO La Haya                                            | PEC Zwolle                                             | RKC Waalwijk                                           | Además ascendió el SC Veendam por ser el ganador de los play-offs.                                                             |
| 1986-87        | FC Volendam                                            | Willem II                                              | SC Cambuur                                             | Además ascendió el DS '79 por ser el ganador de los play-offs.                                                                 |
| 1987-88        | RKC Waalwijk                                           | SC Veendam                                             | MVV Maastricht                                         | |
| 1988-89        | Vitesse                                                | ADO La Haya                                            | Excelsior                                              | Además ascendió el NEC Nijmegen por ser el ganador de los play-offs.                                                           |
| 1989-90        | SVV                                                    | NAC Breda                                              | Heracles Almelo                                        | Además ascendió el SC Heerenveen por ser el ganador de los play-offs.                                                          |
| 1990-91        | De Graafschap                                          | NAC Breda                                              | VVV-Venlo                                              | |
| 1991-92        | SC Cambuur                                             | FC Den Bosch                                           | SC Heerenveen                                          | Además ascendió el Go Ahead Eagles por ser el ganador de los play-offs.                                                        |
| 1992-93        | VVV-Venlo                                              | SC Heerenveen                                          | NAC Breda                                              | |
| 1993-94        | FC Dordrecht                                           | NEC Nijmegen                                           | AZ Alkmaar                                             | |
| 1994-95        | Fortuna Sittard                                        | De Graafschap                                          | Excelsior                                              | |
| 1995-96        | AZ Alkmaar                                             | FC Emmen                                               | FC Den Bosch                                           | |
| 1996-97        | MVV Maastricht                                         | SC Cambuur                                             | FC Emmen                                               | |
| 1997-98        | AZ Alkmaar                                             | SC Cambuur                                             | FC Emmen                                               | |
| 1998-99        | FC Den Bosch                                           | FC Groningen                                           | FC Emmen                                               | |
| 1999-00        | NAC Breda                                              | FC Zwolle                                              | FC Groningen                                           | Además ascendió el RBC Roosendaal por ser el ganador de los play-offs.                                                         |
| 2000-01        | FC Den Bosch                                           | Excelsior                                              | FC Zwolle                                              | |
| 2001-02        | FC Zwolle                                              | Excelsior                                              | RBC Roosendaal                                         | |
| 2002-03        | ADO La Haya                                            | FC Emmen                                               | Helmond Sport                                          | Además ascendió el FC Volendam por ser el ganador de los play-offs.                                                            |
| 2003-04        | FC Den Bosch                                           | Excelsior                                              | Sparta Rotterdam                                       | Además ascendió el De Graafschap por ser el ganador de los play-offs.                                                          |
| 2004-05        | Heracles Almelo                                        | Sparta Rotterdam                                       | VVV-Venlo                                              | |
| 2005-06        | Excelsior                                              | VVV-Venlo                                              | FC Volendam                                            | |
| 2006-07        | De Graafschap                                          | VVV-Venlo                                              | RBC Roosendaal                                         | |
| 2007-08        | FC Volendam                                            | RKC Waalwijk                                           | FC Den Bosch                                           | Además ascendió el ADO Den Haag por ser el ganador de los play-offs.                                                           |
| 2008-09        | VVV-Venlo                                              | RKC Waalwijk                                           | SC Cambuur                                             | |
| 2009-10        | De Graafschap                                          | SC Cambuur                                             | Excelsior                                              | |
| 2010-11        | RKC Waalwijk                                           | PEC Zwolle                                             | Helmond Sport                                          | |
| 2011-12        | PEC Zwolle                                             | Sparta Rotterdam                                       | FC Eindhoven                                           | Además ascendió el Willem II por ser el ganador de los play-offs.                                                              |
| 2012-13        | SC Cambuur                                             | FC Volendam                                            | Sparta Rotterdam                                       | Además ascendió el Go Ahead Eagles por ser el ganador de los play-offs.                                                        |
| 2013-14        | Willem II                                              | FC Dordrecht                                           | Excelsior                                              | |
| 2014-15        | NEC Nijmegen                                           | FC Eindhoven                                           | Roda JC                                                | Además ascendió el De Graafschap por ser el ganador de los play-offs.                                                          |
| 2015-16        | Sparta Rotterdam                                       | VVV-Venlo                                              | NAC Breda                                              | Además ascendió el Go Ahead Eagles por ser el ganador de los play-offs.                                                        |
| 2016-17        | VVV-Venlo                                              | Jong Ajax                                              | SC Cambuur                                             | |
| 2017-18        | Jong Ajax                                              | Fortuna Sittard                                        | NEC Nijmegen                                           | Además ascendió el De Graafschap y el FC Emmen por ser los ganadores de los play-offs.                                         |
| 2018-19        | Twente                                                 | Sparta Rotterdam                                       | RKC Waalwijk                                           | |
| 2019-20        | Temporada cancelada debido a la pandemia del COVID-19. | Temporada cancelada debido a la pandemia del COVID-19. | Temporada cancelada debido a la pandemia del COVID-19. | Temporada cancelada debido a la pandemia del COVID-19.                                                                         |
| 2020-21        | SC Cambuur                                             | Go Ahead Eagles                                        | De Graafschap                                          | Además ascendió el NEC Nijmegen por ser el ganador de los play-offs.                                                           |
| 2021-22        | FC Emmen                                               | FC Volendam                                            | FC Eindhoven                                           | Además ascendió el Excelsior por ser el ganador de los play-offs.                                                              |
| 2022-23        | Heracles Almelo                                        | PEC Zwolle                                             | Almere City FC                                         | Además ascendió el Almere City FC por ser el ganador de los play-offs.                                                         |
| 2023-24        | Willem II                                              | Groningen                                              | Roda JC                                                | Además ascendió el NAC Breda por ser el ganador de los play-offs.                                                              |
| 2024-25        | FC Volendam                                            | Excelsior                                              | SC Cambuur                                             | Además ascendió el SC Telstar Velsen por ser el ganador de los play-offs.                                                      |

## Palmarés
| Club                | Títulos | Subcampeonatos | Años de los campeonatos                  |
| ------------------- | ------- | -------------- | ---------------------------------------- |
| Volendam            | 7       | 4              | 1959, 1961, 1967, 1970, 1987, 2008, 2025 |
| Fortuna Sittard     | 4       | 2              | 1959, 1964, 1966, 1995                   |
| FC Den Bosch        | 4       | 1              | 1971, 1999, 2001, 2004                   |
| Heracles Almelo     | 4       | -              | 1962, 1985, 2005, 2023                   |
| PEC Zwolle          | 3       | 6              | 1978, 2002, 2012                         |
| VVV-Venlo           | 3       | 5              | 1993, 2009, 2017                         |
| Excelsior Rotterdam | 3       | 5              | 1974, 1979, 2006                         |
| SC Cambuur          | 3       | 3              | 1992, 2013, 2021                         |
| Willem II           | 4       | 1              | 1958, 1965, 2014, 2024                   |
| De Graafschap       | 3       | 1              | 1991, 2007, 2010                         |
| ADO La Haya         | 3       | 1              | 1957, 1986, 2003                         |
| HFC Haarlem         | 3       | 1              | 1972, 1976, 1981                         |
| NEC Nijmegen        | 2       | 2              | 1975, 2015                               |
| RKC Waalwijk        | 2       | 2              | 1988, 2011                               |
| AZ Alkmaar          | 2       | 2              | 1996, 1998                               |
| MVV Maastricht      | 2       | 1              | 1984, 1997                               |
| FC Dordrecht        | 2       | 1              | 1983, 1994                               |
| Vitesse             | 2       | 1              | 1977, 1989                               |
| SVV                 | 2       | -              | 1969, 1990                               |
| Holland Sport       | 2       | -              | 1958, 1968                               |
| Blauw-Wit           | 2       | -              | 1957, 1961                               |
| FC Groningen        | 1       | 5              | 1980                                     |
| Sparta de Róterdam  | 1       | 3              | 2016                                     |
| FC Emmen            | 1       | 2              | 2022                                     |
| NAC Breda           | 1       | 2              | 2000                                     |
| Twente              | 1       | 1              | 2019                                     |
| Jong Ajax           | 1       | 1              | 2018                                     |
| Helmond Sport       | 1       | -              | 1982                                     |
| Roda JC             | 1       | -              | 1973                                     |
| DWS Ámsterdam       | 1       | -              | 1963                                     |
| Fortuna Vlaardingen | 1       | -              | 1962                                     |
| Alkmaar 54'         | 1       | -              | 1960                                     |
| GVAV-Rapiditas      | 1       | -              | 1960                                     |
| Go Ahead Eagles     | -       | 2              | -                                        |
| SC Heerenveen       | -       | 2              | -                                        |
| Telstar             | -       | 1              | -                                        |
| USV Elinkwijk       | -       | 1              | -                                        |
| XerxesDZB           | -       | 1              | -                                        |
| SC Veendam          | -       | 1              | -                                        |
| FC Eindhoven        | -       | 1              | -                                        |